# Kupsch (Supermarkt)

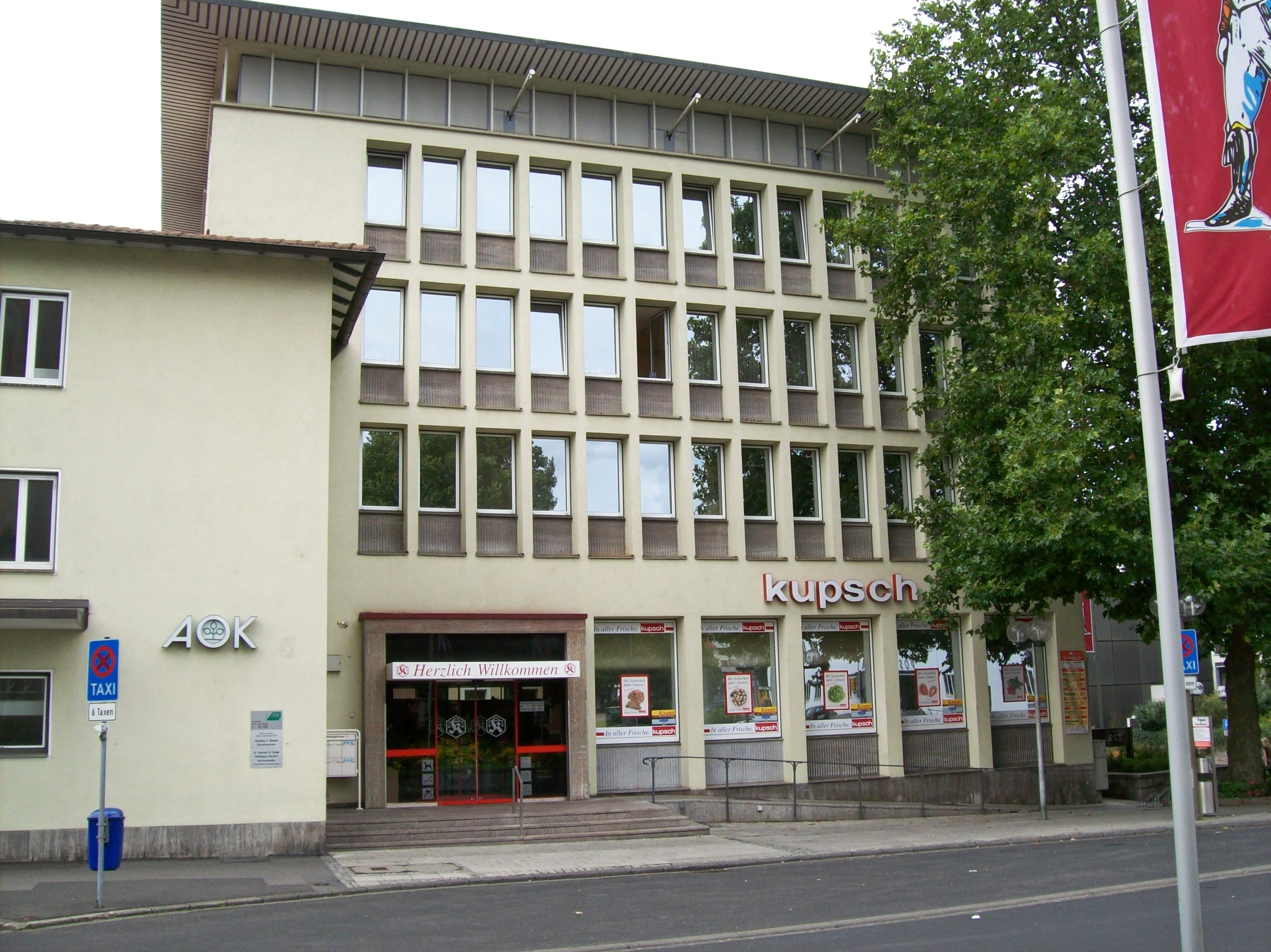
Ein Kupsch-Markt in Bad Kissingen, 2011

Kupsch (Eigenschreibweise: kupsch) war eine Supermarktkette, die in Unterfranken und den umliegenden Gebieten über 70 Filialen unterhielt. Mit allein 10 Filialen (Stand November 2021) in Würzburg war sie lange Zeit die dort vorherrschende Supermarktkette und hob sich mit einem Vollsortiment an hochwertigen Lebensmittelprodukten von vielen Discountern ab. Fast alle Filialen hatten einen eigenen Metzger, eine Backtheke, ein großes Sortiment an Zeitungen und Zeitschriften, verkauften frische Blumen und boten eine umfangreiche Auswahl an Frankenweinen.

## Geschichte
Als Grundstock der Kette gilt die Eröffnung von drei Geschäften in Würzburg durch den Einzelhändler Bernhard Kupsch im Jahr 1914. Als erste Eröffnungen gelten die Märkte in der Würzburger Domstraße und im Stadtteil Grombühl am 18. bzw. 23. Juli 1914, zum gleichen Zeitpunkt entstand die Zentrale in der Schweinfurter Straße, ebenfalls in Würzburg. 1926 eröffnete in Ochsenfurt bereits der 19. Markt.
1955 eröffnete die Firma in der Würzburger Domstraße eine Filiale in der nach dem Krieg dort entstandenen Ladenpassage. Es entstanden (in Konkurrenz zum „Konsum“) weitere Filialen in Würzburg.
In den Hochzeiten der Lebensmittel-Kette war Kupsch der größte örtliche Lebensmittelhändler, mit bis zu 70 Filialen. Der Einzugsbereich erstreckte sich u. a. bis Lohr am Main, Hammelburg und Bad Kissingen in Bayern sowie Tauberbischofsheim in Baden-Württemberg. Aufgelassene Standorte wurden zum Teil für Wohnungsimmobilien umgenutzt, z. B. im Würzburger Stadtteil Lengfeld.
Zum 1. März 2000 übernahm die Edeka Handelsgesellschaft Nordbayern-Sachsen-Thüringen mbH das bis dahin von den Nachkommen des Firmengründers geführte Unternehmen, alle zu diesem Zeitpunkt bestehenden 71 Filialen und die 1200 Mitarbeiter. Im Folgejahr belief sich die Anzahl der Filialen auf 59. In den nächsten Jahren wurden einzelne Standorte geschlossen oder auf andere Vertriebslinien der Edeka umgeflaggt, sodass sich die Anzahl der Filialen bis 2004 auf 47 verringerte, 2018 bestanden 44 Filialen.
Im Jahr 2006 meldete das Unternehmen aufgrund eines geplatzten Grundstückshandels Insolvenz an.
Am 18. Oktober 2021 gab die Edeka bekannt, die verbliebenen 18 Märkte ab Februar 2022 auf Edeka umzuflaggen. Mit der letzten Umflaggung Mitte November 2022 wird die Kette nicht mehr fortgeführt. Die letzten beiden Filialen befanden sich im Würzburger Frauenland. Die Umflaggung erfolgte nach Branchenmeldungen mit dem Einverständnis der Ladenbetreiber.